# Сім Сан Мін
Сім Сан Мін (кор. 심상민, нар. 21 травня 1993) — південнокорейський футболіст, захисник клубу «Кванджу».
Виступав, зокрема, за клуб «Сеулу» та олімпійську збірну Південної Кореї.

## Клубна кар'єра
Вихованець юнацьких команд футбольних клубів «Букьйон» та університетської команди Чунан.
У дорослому футболі дебютував 2014 року виступами за команду клубу «Сеул», кольори якого захищав до 2018 року. За цей час один сезон провів в оренді в складі іншої сеульської команди «Сеул І-Ленд».
З 2019 року захищає кольори клубу «Пхохан Стілерс».
З 2024 року захищає кольори клубу «Ульсан Хьонде». З 2025 року на правах оренди виступає за команду «Кванджу».

## Виступи за збірні
Протягом 2013–2016 років залучався до складу молодіжної збірної Південної Кореї. На молодіжному рівні зіграв у 16 офіційних матчах.
2016 року захищав кольори олімпійської збірної Південної Кореї. У складі цієї команди провів 4 матчі. У складі збірної — учасник футбольного турніру на Олімпійських іграх 2016 року у Ріо-де-Жанейро.

## Титули і досягнення
- Чемпіон Південної Кореї (1):

«Ульсан Хьонде»: 2024
- Володар Кубка Південної Кореї (2):

«Сеул»: 2015
«Пхохан Стілерс»: 2023
Збірні
- Переможець Юнацького (U-19) кубка Азії: 2012